# 塩谷明正
塩谷 明正（しおのや あけまさ）は、江戸時代の武士。

## 生涯
塩谷義通流塩谷氏の五代目。塩谷吉正の子として生まれる。
父吉正とともに江戸幕府の御家人となり、御腰物方の同心を務め、支配勘定となる。寛延2年（1749年）5月24日には、御勘定に列し、翌年の2月13日には、幕命により関東各地の検地を行う。宝暦2年（1752年）7月18日、大坂城修造の功績により黄金2枚を受ける。
宝暦5年（1755年）12月11日、林奉行となり、その2年後に没した。享年65。墓地は、谷中の妙情寺で以降代々の菩提寺となった。